# 希氏蹼麝鼩
希氏蹼麝鼩（学名：Nesiotites hidalgo）是歐洲一種已滅絕的鼩鼱。滅絕前分佈於巴利阿里群島的馬略卡島以及梅诺卡岛。希氏蹼麝鼩的歷史可以追溯到自晚中新世至早上新世時期，而且其歷史至少有500万年。